# Spanischer Marsch
Spanischer Marsch, op. 433, är en marsch av Johann Strauss den yngre. Ort och datum för första framträdandet är osäkert.

## Historia

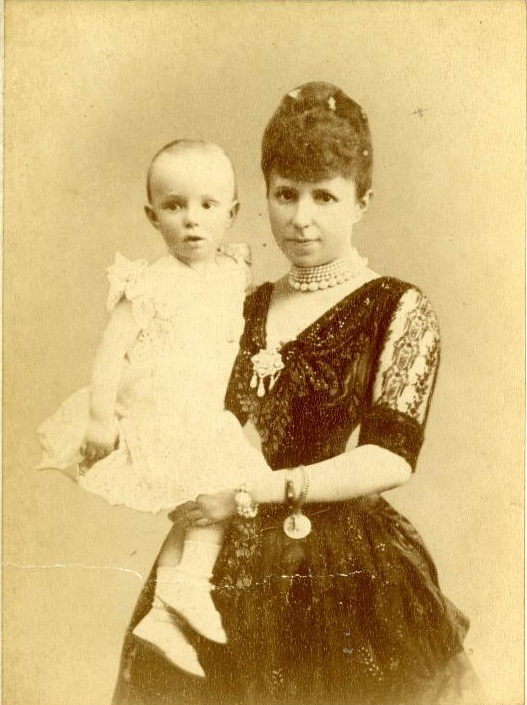
Drottning María Cristina med sonen, den blivande kung Alfonso XIII av Spanien (1887).

Marschen komponerades sommaren 1888, möjligen i samband med att Strauss inbjöds att dirigera en serie konserter i Spanien. Projektet blev dock aldrig av. Strauss, som frivilligt aldrig gav sig av på långa resor om de inte garanterade avsevärda artistiska och ekonomiska fördelar, föredrog att undvika den långa resan dit och skickade i stället en musikalisk hälsning till Madrid. Han tillägnade verket drottning María Cristina av Spanien, som var född österrikisk prinsessa och som var en stor förkämpe för österrikisk musik i Spanien. Som tack för marschen utnämndes Strauss till kommendör av Isabella den katolskas orden.
I Wien framförde Eduard Strauss och Capelle Strauss marschen den 21 oktober 1888 vid den första av säsongens eftermiddagskonserter i Musikverein. Men verket, som spelades som finalnummer, annonserades endast som "nytt" snarare än "för första gången", vilket indikerar på att ett tidigare framförandet av marschen ägt rum. Redan den 1 september hade förläggaren Cranz publicerar olika arrangemang (piano, pianoduett, violin och piano, orkester) av marschen. Verket kan ha haft premiär i Madrid, även om detta inte kan bevisas. Det är också möjligt att Eduard Strauss kan ha dirigerat det första framförandet med Capelle Strauss i Berlin, där de hade givit dagliga konserter i Ausstellung-Park mellan juni och augusti 1888. Dessvärre rapporterade inte de tyska tidningarna om Eduards konserter.

## Om marschen
Speltiden är ca 4 minuter och 46 sekunder plus minus några sekunder beroende på dirigentens musikaliska tolkning.

## Weblänkar
- Spanischer Marsch i Naxos-utgåvan.